# フェリー2世 (ロレーヌ公)

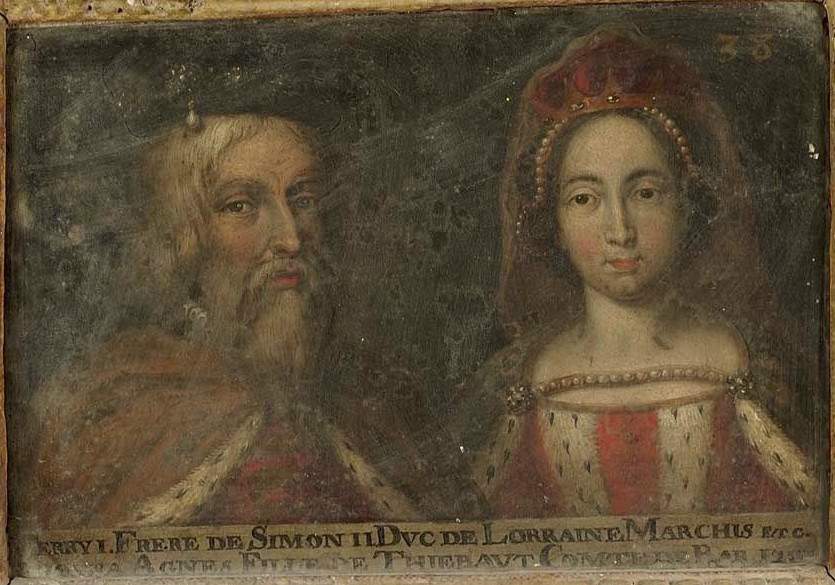
フェリー2世と妃アニェス・ド・バル

フェリー2世（フランス語：Ferry II, 1165年ごろ - 1213年10月10日）は、ロレーヌ公（在位：1206年 - 1213年）。

## 生涯
フェリー2世はロレーヌ公フェリー1世とポーランド公女ヴィエシュホスワヴァ・ルドミワの息子である。父の死によりロレーヌ公位を継承した。
バル伯ティボー1世の娘アニェス（トマッシーヌとも、1226年没）と結婚した。2人の間には以下の子女が生まれた。
- ティボー1世（1191年頃 - 1220年） - ロレーヌ公
- マチュー2世（1193年頃 - 1251年） - ロレーヌ公
- ジャック（1260年没） - メス司教
- ルノー（1274年没） - カストル伯
- ローレット - ライニンゲン伯シモン2世・フォン・ザールブリュッケンと結婚[2]
- アニェス（1242年没） - キーブルク伯ヴェルナー（1228年没）と結婚、ヴィニョリー領主ゴーティエ2世と結婚